# Мор, Мальте
Ма́льте Мор (нем. Malte Mohr; 24 июля 1986, Бохум) — немецкий прыгун с шестом, двукратный бронзовый призёр чемпионатов Европы в помещении (2011, 2013), серебряный призёр чемпионата мира в помещении (2010). 

Лучший результат Мальте Мора — 5.91 м — был поставлен 22 июня 2012 года в Ангольштадте. В помещениях лучший результат равен 5 м 87 см, он был поставлен в феврале 2012 года в Карлсруэ.

## Карьера
На чемпионате Европы в помещении 2009 в Турине не прошёл квалификацию, а спустя два года на следующем турнире в Париже взял бронзовую медаль с результатом 5.71. На чемпионате мира 2011 в Тэгу занял пятое место, взяв высоту 5 м 85 см, а спустя год на чемпионате мира в помещении занял четвёртое место.
Мальте Мор отобрался на Летние Олимпийские игры 2012 в Лондоне, выиграв чемпионат Германии. Там он поставил свой личный рекорд (5.91). Мальте Мор занял в финале Олимпиады девятое место, сумев одолеть лишь высоту 5.50.
В марте 2013 взял бронзу на очередном чемпионате Европы в помещении, который проходил в шведском Гётеборге.

### Результаты
| 2009 | Чемпионат Европы в помещении     | Турин, Италия          | 10 (q) | 5.65 м |
| 2009 | Чемпионат мира                   | Берлин, Германия       | 14     | 5.50 м |
| 2010 | Чемпионат мира в помещении       | Доха, Катар            | 2      | 5.70 м |
| 2010 | Чемпионат Европы                 | Барселона, Испания     | 17 (q) | 5.50 м |
| 2011 | Чемпионат Европы в помещении     | Париж, Франция         | 3      | 5.71 м |
| 2011 | Чемпионат мира                   | Тэгу, Южная Корея      | 5      | 5.85 м |
| 2012 | Чемпионат мира в помещении       | Стамбул, Турция        | 4      | 5.75 м |
| 2012 | Чемпионат Европы                 | Хельсинки, Финляндия   | 4      | 5.77 м |
| 2012 | XXX Летние Олимпийские игры 2012 | Лондон, Великобритания | 9      | 5.50 м |
| 2013 | Чемпионат Европы в помещении     | Гётеборг, Швеция       | 3      | 5.76 м |
| 2014 | Чемпионат мира в помещении       | Сопот, Польша          | 2      | 5.80 м |